# Qobāzmān
Qobāzmān (persiska: فيازمان, پای زَمان, فِيازَمان, فيازَمان, فِيازمان, Fīāzmān, قبازمان) är en ort i Iran.   Den ligger i provinsen Hamadan, i den nordvästra delen av landet, 300 km sydväst om huvudstaden Teheran. Qobāzmān ligger 1 643 meter över havet och antalet invånare är 990.
Terrängen runt Qobāzmān är varierad. Qobāzmān ligger nere i en dal som går i sydvästlig-nordostlig riktning.Runt Qobāzmān är det ganska tätbefolkat, med 72 invånare per kvadratkilometer. Närmaste större samhälle är Nahāvand, 7,0 km norr om Qobāzmān. Trakten runt Qobāzmān består till största delen av jordbruksmark.